# Redes de Atenção à Saúde
As Redes de Atenção à Saúde (RAS) são estruturas organizadas para coordenar ações e serviços de saúde, abrangendo diferentes níveis de complexidade tecnológica no Brasil. Elas são integradas por meio de sistemas de suporte técnico, logístico e de gestão, com o objetivo de garantir a integralidade do cuidado. Conforme a Portaria de Consolidação nº 03, de 28 de setembro de 2017, as RAS são estruturadas para atender condições específicas de saúde, assegurando a continuidade do cuidado nas esferas primária, secundária e terciária. O foco dessas redes está na promoção de uma assistência integral e contínua para toda a população.
Essas redes destacam a importância da integração entre os serviços de saúde para tratar condições crônicas de maneira eficaz. Ao promover o compartilhamento de informações e coordenação entre os diferentes componentes do sistema, busca-se reduzir a fragmentação do atendimento, garantindo mais eficiência, qualidade e satisfação dos usuários. Esse processo inclui a coordenação horizontal e vertical dos serviços, o que visa eliminar redundâncias e adotar diretrizes clínicas que aumentem a relação custo efetividade, ao mesmo tempo em que reduzem o desperdício.

## Histórico das Redes de Atenção à Saúde[4]
No contexto do Sistema Único de Saúde (SUS), as RAS surgiram como uma resposta à necessidade de reorganizar a assistência à saúde no Brasil, visando maior integração e eficiência. O conceito de um sistema integrado de saúde remonta a 1920, com o Relatório Dawson, no Reino Unido, que defendeu uma organização regionalizada dos serviços de saúde para garantir acesso eficaz e abrangente. Na década de 1990, países como Canadá e Estados Unidos iniciaram esforços para superar a fragmentação dos sistemas de saúde, integrando os serviços à Atenção Primária e aos Sistemas de Informação em Saúde (SIS).
No Brasil, a integração dos serviços de saúde foi consolidada pela Portaria nº 4.279/2010 do Ministério da Saúde, que organizou os níveis de atenção no SUS em primário, secundário e terciário. Em 2017, a Portaria de Consolidação nº 3 revisitou essas diretrizes, reforçando a importância da coordenação entre as equipes para promover um cuidado eficiente e integral. Desde esse ponto, as Redes de Atenção à Saúde têm se desenvolvido em diferentes regiões do país, adaptando-se às realidades locais e às necessidades específicas da população.

## Objetivos e elementos que constituem da RAS

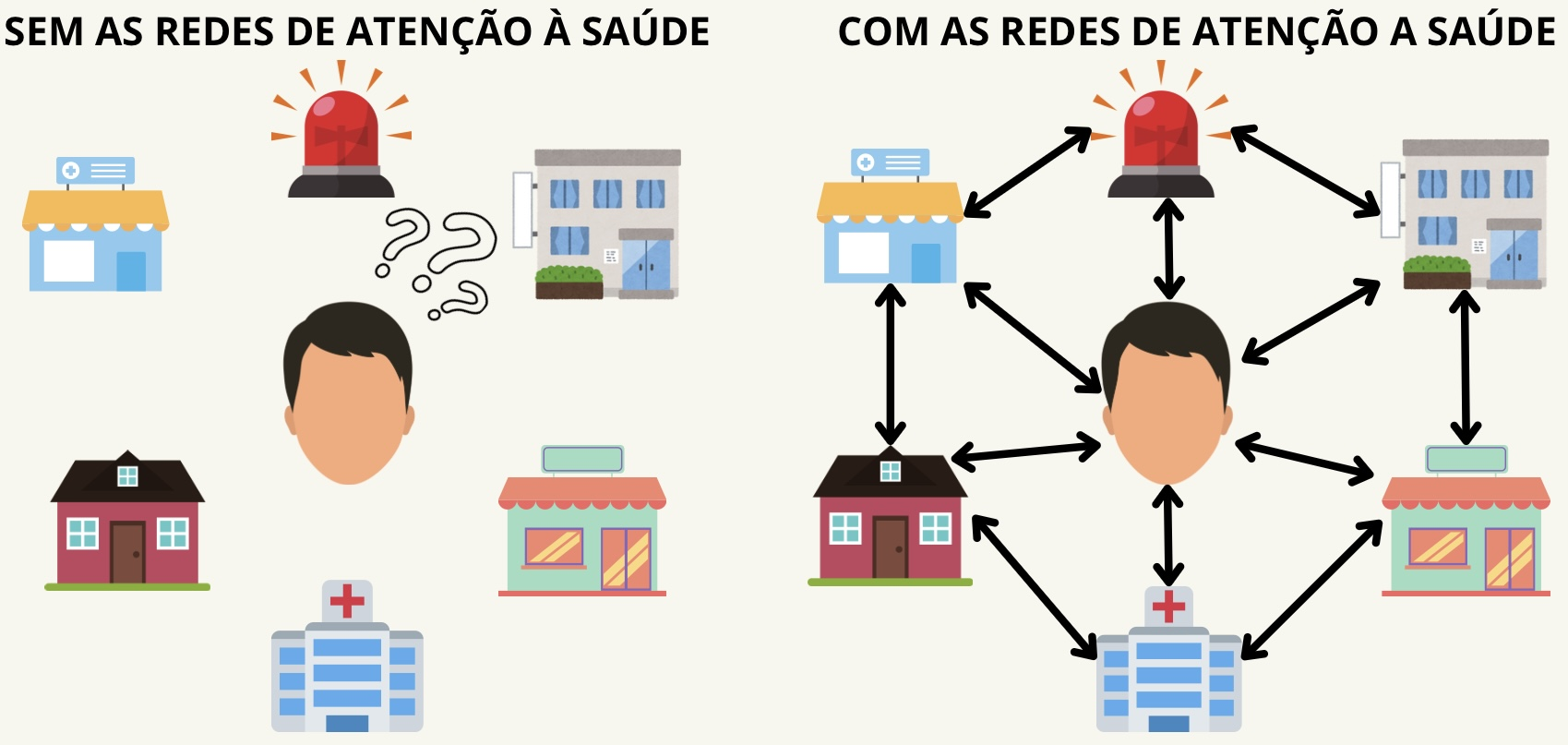
Integralidade das Redes de Atenção a Saúde

As RAS têm como objetivo principal organizar e integrar os serviços de saúde no SUS, proporcionando um atendimento contínuo e de qualidade. A estrutura de "rede" visa promover a coordenação do cuidado, assegurando que os pacientes recebam a assistência adequada em cada fase de suas necessidades. As RAS envolvem a articulação entre diferentes níveis de atenção e a gestão eficiente dos recursos disponíveis.
De acordo com a Portaria nº 4.279/2010, as RAS se baseiam em três elementos constitutivos:
1. População e Regiões de Saúde: organização da população de acordo com fatores de risco relacionados às condições de saúde.
2. Estrutura Operacional: inclui pontos de atenção primária, secundária e terciária, além de sistemas de apoio e logística.
3. Modelo de Atenção à Saúde: organização dos serviços para que funcionem de maneira eficiente, integrada e humanizada.[10]

## Diretrizes e Estratégias
A Portaria de Consolidação GM/MS nº 3/2017 apresenta diretrizes que buscam superar a fragmentação da gestão e do cuidado, promovendo uma melhor coordenação dos serviços de saúde e melhorando o funcionamento político institucional do SUS. Algumas dessas diretrizes incluem: economia de escala; suficiência e qualidade, onde os recursos humanos, tecnológicos e financeiros devem ser suficientes para atender a demanda e expectativa da população; facilidade de acesso; disponibilidade de recursos; integração vertical onde ocorre a articulação e integração dos níveis de atenção; processos de substituição que remaneja os recursos entre e/ou dentro dos serviços de saúde; região de saúde e abrangência além dos níveis de atenção.

## Redes Temáticas

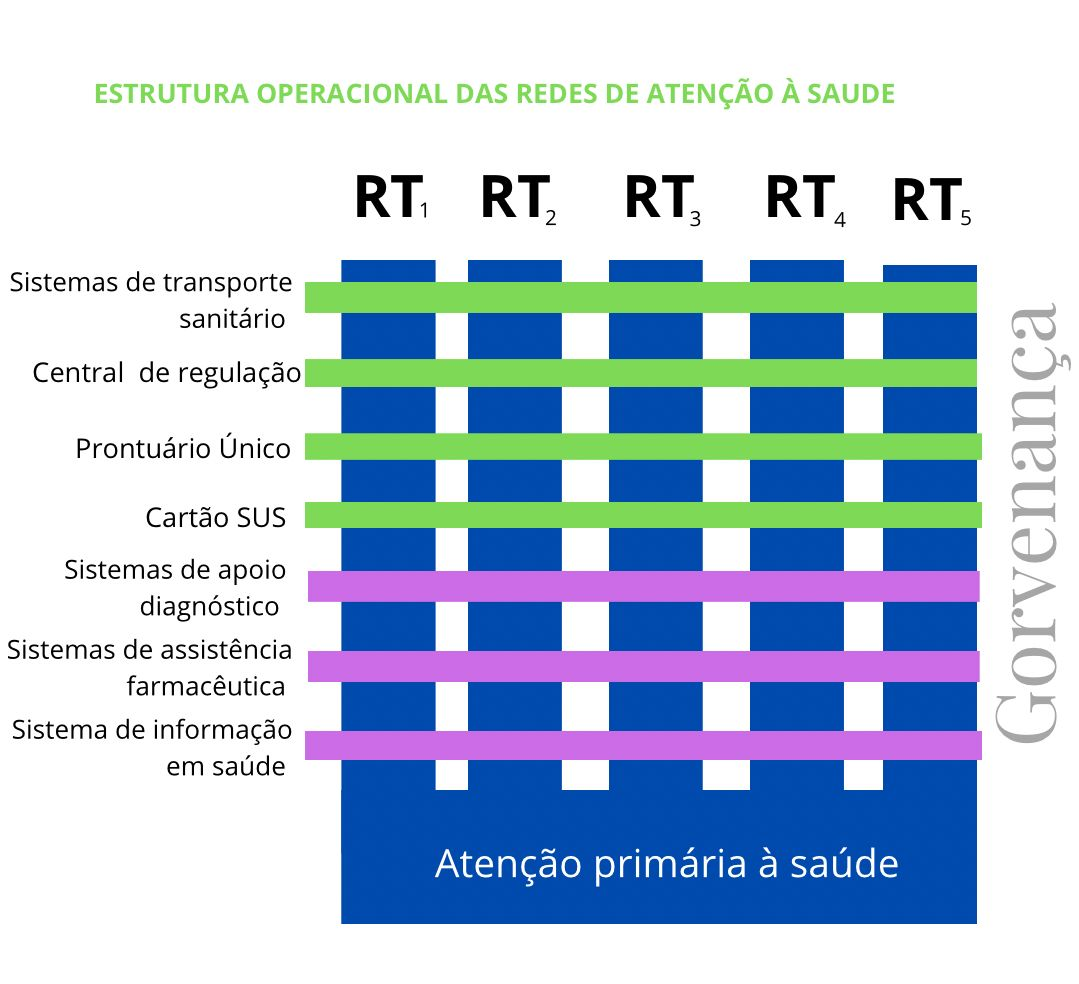
Descrição do modo de estruturação e operacionalização das Redes de Atenção à Saúde, que conta com os sistemas de apoio, os sistemas logísticos e o sistema de governança, cuja organização transversal é comuns a todas as redes temáticas

As RAS também são organizadas por meio de redes temáticas, que focam em áreas específicas do cuidado, como a:
Rede Cegonha: foi estabelecida pela Portaria nº 1.459/11. Tem o objetivo de qualificar a assistência e enfrentar a mortalidade materna, infantil e fetal, garantindo o fluxo adequado e a melhoria para o atendimento ao planejamento sexual e reprodutivo, pré-natal, parto e nascimento, puerpério e primeira infância, garantindo também a criança o direito ao nascimento seguro e ao desenvolvimento saudáveis.
Rede de Atenção a Pessoas com Doenças Crônicas: estabelecida a partir da Portaria GM/MS nº 438/14 essa rede busca oferecer atenção integral à saúde em todos os níveis, promovendo a qualificação do atendimento, a prevenção de complicações e qualidade de vida. Está voltada então, para o cuidado e prevenção de doenças crônicas, caracterizadas por início gradual, longa duração e múltiplas causas, exigindo mudanças no estilo de vida;
Rede de Atenção Psicossocial (RAPS): foi estabelecida pela Portaria GM/MS nº 3.088/11 para oferecer atendimento a pessoas com transtornos mentais e dependentes de substâncias, promovendo reabilitação psicossocial, autonomia e cuidado em liberdade, com enfoque na inclusão social e serviços comunitários;
Rede de Cuidados à Pessoa com Deficiência: implementada pela Portaria GM/MS nº 793/12 essa rede busca ampliar o acesso e melhorar o atendimento às pessoas com deficiência temporária, progressiva, regressiva, ou estável. Promove cuidados em saúde, principalmente em trabalhos de reabilitação auditiva, visual, física, intelectual, ostomia e outras diversas deficiências. Procura desenvolver ações de prevenção e de identificação precoce de deficiência nas primeiras fases da vida;
Rede de Atenção às Urgências e Emergências (RUE): implementada pela Portaria GM/MS nº 1.600/11 a rede tem como objetivo reorganizar o atendimento à saúde em casos de urgência, coordenando os diversos pontos de atenção, como Atenção Básica, Serviço de Atendimento Móvel de Urgência (SAMU), Unidade de Pronto Atendimento (UPA) e hospitais, para melhorar a assistência e garantir atendimento 24 horas a diferentes condições de saúde. Para isso, é fundamental que seus componentes trabalhem de forma integrada e qualificada, com foco nas linhas de cuidado prioritárias, como traumatologia e doenças cardiovasculares e cerebrovasculares.

## Desafios e Potencialidades
As RAS enfrentam desafios, que vão desde as desigualdades sociais, fragilidade de políticas públicas até a fragmentação dos serviços de saúde. A falta de planejamento regional e recursos financeiros afeta o acesso da população a um cuidado adequado. No entanto, os benefícios das RAS incluem a redução de hospitalizações desnecessárias, maior eficiência e melhora no autocuidado dos pacientes. Há ainda desafios quanto à definição do conceito de rede, que pode ser compreendido de diferentes formas no SUS. Entre os avanços com a implementação, destacam-se a redução de hospitalizações desnecessárias, o menor tempo de internação, economia de escala, aumento da produtividade e maior autocuidado dos pacientes.